# نیومارکت (تنسی)
نیومارکت(به انگلیسی: New Market) شهری در ایالت تنسی کشور ایالات متحده آمریکا است که جمعیت آن در سرشماری سال ۲۰۱۰ میلادی، ۱٬۳۳۴ نفر بوده‌است.